# Adoretus costipennis
Adoretus costipennis är en skalbaggsart som beskrevs av Lansberge 1886. Adoretus costipennis ingår i släktet Adoretus och familjen Rutelidae. Inga underarter finns listade i Catalogue of Life.